# 2-й Ливарний провулок (Житомир)
2-й Ливарний провулок — провулок в Богунському районі міста Житомира.     

## Характеристики
Розташований у північно-західній частині міста, в історичній місцевості Рудня.             
Бере початок з 1-го Ливарного провулка. Прямує на північний захід та з'єднується із 3-м Колективним провулком.             

Забудова провулка — садибна житлова.     

## Історія
У ХІХ ст. та на початку ХХ ст. за місцем розташування провулка на мапах показані угіддя.. Згодом у місцевості розкинулися сільськогосподарські угіддя колективного господарства (артілі) ім. XVIII з'їзду КПРС.        
Провулок почав формуватися у 1950-х роках та забудовуватися індивідуальними житловими будинками працівниками промислових підприємств. До кінця 1960-х років провулок та його забудова сформувалися майже цілком.         
У 1958 році провулку надано назву 2-й Ливарний провулок. Назва пояснюється тим, що першими забудовниками провулка були робітники й службовці заводу «Автозапчастина», на якому діяло одне з найбільших в місті ливарних виробництв.        